# Porta Laterina

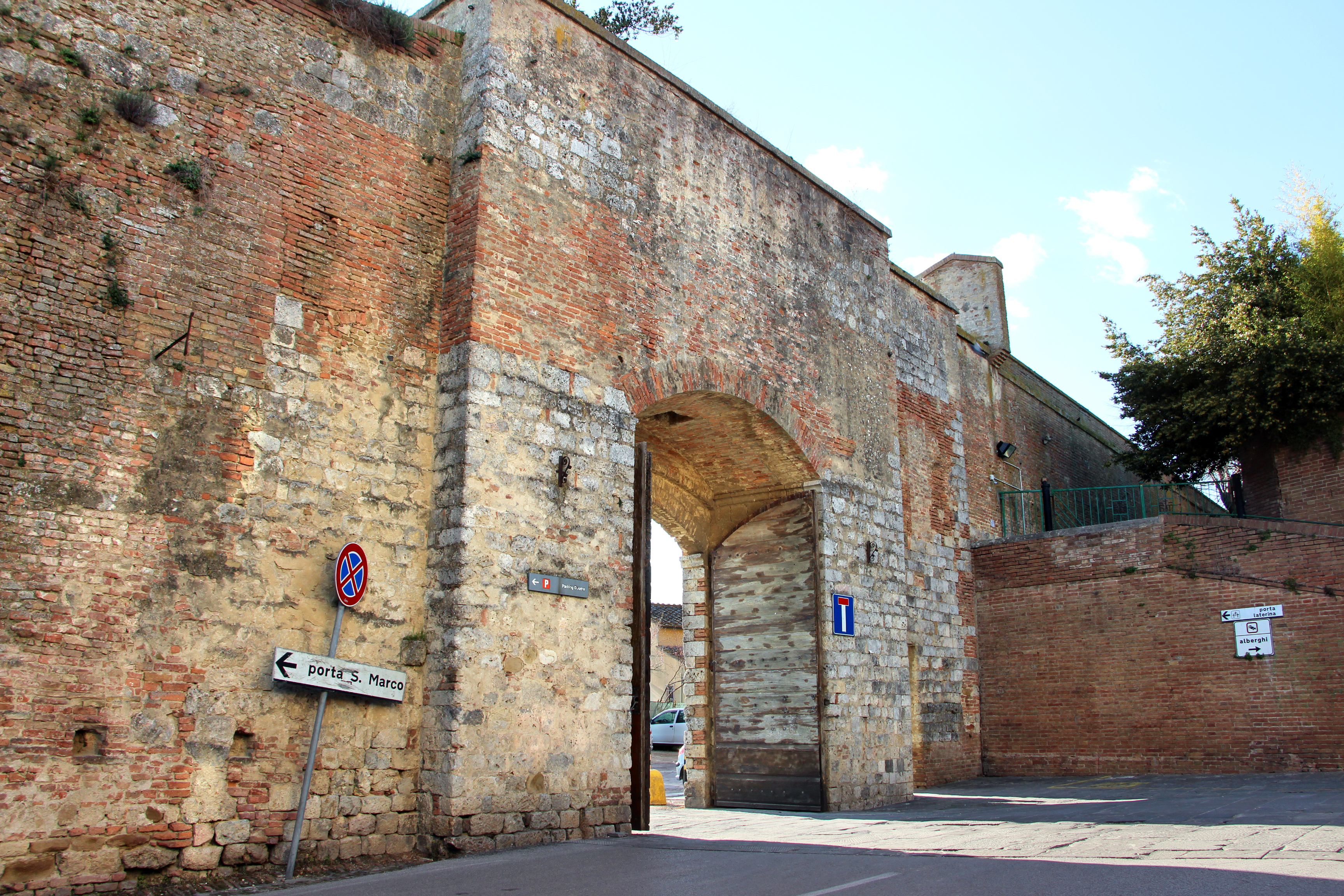
Porta Laterina vista dall'interno della città

Porta Laterina di Siena si trova in fondo a via Paolo Mascagni e all'inizio di via Laterino.

## Storia e descrizione
Il "Laterino" era il borgo sorto nel medioevo fuori dall'Arco delle Due Porte ed era così detto perché era "a lato" della "Città", ovvero di Castelvecchio. La Porta Laterina faceva parte dell'ultimo ampliamento delle mura, quello trecentesco, e venne affiancata da un bastione nel 1530, progettato da Baldassarre Peruzzi.